# حارة الرحمة (صنعاء)
حارة الرحمة هي إحدى حارات حي معين بمديرية معين إحد مديريات العاصمة اليمنية صنعاء، بلغ تعداد سكانها 5805 نسمة حسب تعداد اليمن لعام 2004.